# Antonio del Rincón
Antonio del Rincón, nacido según Antonio Palomino en Guadalajara y fallecido en lugar desconocido hacia 1500, con cincuenta y cuatro años de edad, habría sido pintor de cámara de los Reyes Católicos, aunque su misma existencia es muy dudosa.
Juan Agustín Ceán Bermúdez, siguiendo a Antonio Palomino, le dedicó una pequeña biografía, que repitió sin crítica la literatura anglosajona del siglo XIX.
Según los que sostenían la existencia de un pintor de ese nombre, nacido en Guadalajara cerca del año 1446, habría estudiado pintura en Italia, ya fuese en Roma o en Florencia, posiblemente como pupilo de Andrea del Castagno o de Domenico Ghirlandaio. Tras su regreso a España habría sido designado pintor de cámara por los Reyes Católicos, Fernando II de Aragón e Isabel I de Castilla, aunque para Palomino lo fuese exclusivamente de Fernando, y se encargó de sus retratos por lo que fue premiado con la Orden de Santiago, lo que el pintor Hernando de Ávila, en un perdido tratado del Arte de la Pintura, afirmaba de un Juan del Rincón de Figueroa y Lázaro Díaz del Valle de Fernando del Rincón, quien según Ceán sería hijo de Antonio. Algunos historiadores del arte del siglo XIX, principalmente británicos, decían además que «se lo considera el fundador de la escuela española [de pintura]», y «el primer pintor español de renombre», donde Ceán Bermúdez decía que fue el «primero que empezó en España a sacudir la manera gótica y a usar de formas redondas».
Para Ceán Bermúdez las más importantes de sus obras conservadas serían las diecisiete tablas del retablo mayor de la parroquial de Robledo de Chavela, en las que según la documentación conservada, donde no se menciona a Antonio, podría haber participado Fernando. Además le atribuía una intervención junto a Pedro Berruguete en las pinturas del Sagrario Viejo de la Catedral de Toledo, contratado por el cabildo en 1483, tareas por las que percibió un último pago en mayo de 1488. La documentación conservada en relación con estas pinturas hace mención, en efecto, a un pintor llamado Antonio, del que no se indicaba el apellido, y toda la documentación a él referida tiene el mismo origen: la catedral toledana, para la que ya trabajaba en diciembre de 1481 en la pintura de un retablo para la capilla de San Pedro, completado en 1484, aunque nada firmado o documentado a su nombre se ha conservado y, por consiguiente, no resulta posible definir su estilo.